# 高橋昂也
高橋 昂也（たかはし こうや、1998年9月27日 - ）は、埼玉県久喜市出身のプロ野球選手（投手）。左投左打。広島東洋カープ所属。

## 経歴

### プロ入り前
小学校3年次より野球を始めると、久喜市立栗橋東中学校時代に久喜シニアへ所属。中学3年時の春に、関東大会へ出場した。
花咲徳栄高等学校への進学後は、1年秋からのベンチ入りを経て、2年時から2年連続で夏の全国高等学校野球選手権本大会に出場。2年時の秋季埼玉県大会では3回戦で早大本庄高校打線から19奪三振、3年夏の選手権埼玉大会では決勝までの6試合で52奪三振を記録した。さらに、3年夏の選手権本大会終了後には、第11回 BFA U-18アジア選手権大会の日本代表に選出。セミファイナルラウンド（スーパーラウンド）の対韓国代表戦に先発すると、8回途中まで9個の三振を奪う好投で、チームの決勝進出に貢献。
高校日本代表でのチームメイトであった寺島成輝・藤平尚真と並んで「高校ビッグ3」という評価を受け、2016年のNPBドラフト会議で広島東洋カープから2巡目で指名。契約金6000万円、年俸600万円という条件で入団した。背番号は34。入団当初は同姓の高橋大樹および高橋樹也が所属していたことから、スコアボードや報道では「高橋昂」という表記が用いられていた。

### 広島時代
2017年は、ウエスタン・リーグ公式戦7試合に登板。2勝0敗、防御率1.29という好成績を残した。一軍公式戦への登板機会はなかったが、二軍のリーグ優勝を経て臨んだ10月7日のファーム日本選手権には、同期で入団した高卒捕手・坂倉将吾とのバッテリーで先発。読売ジャイアンツ打線を相手に6回を2失点に抑えたことで、二軍チーム史上初の日本一達成へ貢献するとともに、優秀選手賞を受賞した。
2018年は、春季キャンプから一軍に帯同。チーム初の対外試合だった中日ドラゴンズとの練習試合（2月18日）に先発で好投すると、オープン戦でも2試合の登板（通算8イニング）を無失点で凌いだ。オープン戦の途中から調整を兼ねてウエスタン・リーグの公式戦に登板し、開幕投手を任された3月17日の対中日ドラゴンズ戦（ナゴヤ球場）から好投を続け、後に開幕した一軍公式戦でも先発ローテーションに組み込まれた。4月4日の対東京ヤクルトスワローズ戦（明治神宮野球場）で、先発投手として一軍公式戦にデビュー。以降は、二軍での調整をはさみながら、日曜日の試合を中心に一軍で先発を任された。6月28日の対読売ジャイアンツ戦（MAZDA Zoom-Zoom スタジアム広島）では、6回2失点7奪三振という好投で、一軍公式戦の初勝利を記録。7月12日に催されたフレッシュオールスターゲーム（弘前市はるか夢球場）では、ウエスタン・リーグ選抜の一員として5回表の1イニングを三者凡退に抑えた。一軍公式戦では6試合に登板。左肘に違和感を覚えながらも、1勝2敗、防御率9.43という成績を残した。
2019年は、左肘のコンディションが上向かないまま、春季キャンプを三軍で迎える。キャンプ期間中の2月15日に、左肘のトミー・ジョン手術（左肘関節内側側副靱帯再建術・尺骨神経剥離術）を受けた。実戦へ復帰するまでに1年を要することが見込まれるため、手術後はリハビリに専念。レギュラーシーズン終了後の10月中旬から、ブルペンでの投球練習を再開した。
2020年は、9月5日にウエスタン・リーグの対福岡ソフトバンクホークス戦で約1年半ぶりの実戦復帰を果たしたが、一軍登板はなかった。
2021年は、4月18日の対中日ドラゴンズ戦（バンテリンドーム ナゴヤ）で2018年以来の一軍登板を果たし、4月24日の対読売ジャイアンツ戦（東京ドーム）で、5回1/3を6安打3失点（自責2）に抑え、1031日ぶりの一軍勝利を挙げた。5月14日の対横浜DeNAベイスターズ戦（MAZDA Zoom-Zoom スタジアム広島）で2勝目を挙げたが、5月22日に球団内で新型コロナウイルス集団感染が発生し、PCR検査では陰性判定となったものの濃厚接触者と判定されたことが発表され、5月23日に「感染拡大防止特例2021」の対象選手として出場選手登録を抹消された。また、8月27日に広島東洋カープ由宇練習場で行われたウエスタン・リーグ公式戦（対中日ドラゴンズ）において、高校の1学年後輩である清水達也から右方向への2点本塁打を放った。最終的に15試合に先発登板して5勝を挙げた。
2022年は一軍登板がなかった。なお、同年オフに高橋樹也が戦力外通告を受けて退団したため、翌年度より報道上の表記が「高橋」となっている。
2023年も一軍登板はなかったが、11月に行われた秋季キャンプに参加した。
2024年は10月5日、最終戦である対東京ヤクルト戦（マツダスタジアム）の9回に3年ぶりとなる一軍登板を果たし、1イニング無安打無失点（三者凡退）に抑え、プロ初セーブを記録した。
2025年は5月5日におよそ4年ぶりの先発登板を果たし、3回を被安打1に抑える投球を見せ、継投での完封勝利に貢献した。同15日に登録を抹消されるも、6月11日に再び一軍に昇格した。6月18日のソフトバンク戦では5回から救援登板、2回を無失点に抑え、6回にチームが逆転しそのまま試合に勝利したため、自身4年振りとなる勝ち投手となった。

## 選手としての特徴
左の本格派投手で直球にカットボール、縦横2種類のスライダー、フォーク、カーブを交える投球が特徴。プロ入り当初まで最速152km/hを誇ったが、左肘の故障後は140km/h台中盤に落ちついている。一方で、スライダーとカットボールの制球力が上がり、投球の幅が広がった。

## 人物
中日ドラゴンズ投手の近藤廉は親戚（はとこ）に当たる。

## 詳細情報

### 年度別投手成績
| 年 度     | 球 団     | 登 板 | 先 発 | 完 投 | 完 封 | 無 四 球 | 勝 利 | 敗 戦 | セ 丨 ブ | ホ 丨 ル ド | 勝 率 | 打 者 | 投 球 回 | 被 安 打 | 被 本 塁 打 | 与 四 球 | 敬 遠 | 与 死 球 | 奪 三 振 | 暴 投 | ボ 丨 ク | 失 点 | 自 責 点 | 防 御 率 | W H I P |
| --------- | --------- | ----- | ----- | ----- | ----- | -------- | ----- | ----- | -------- | ----------- | ----- | ----- | -------- | -------- | ----------- | -------- | ----- | -------- | -------- | ----- | -------- | ----- | -------- | -------- | ------- |
| 2018      | 広島      | 6     | 6     | 0     | 0     | 0        | 1     | 2     | 0        | 0           | .333  | 110   | 21.0     | 30       | 5           | 16       | 0     | 0        | 17       | 0     | 0        | 23    | 22       | 9.43     | 2.19    |
| 2021      | 広島      | 15    | 15    | 0     | 0     | 0        | 5     | 7     | 0        | 0           | .417  | 326   | 73.1     | 85       | 9           | 24       | 0     | 2        | 54       | 1     | 0        | 44    | 43       | 5.28     | 1.49    |
| 2024      | 広島      | 1     | 0     | 0     | 0     | 0        | 0     | 0     | 1        | 0           | ----  | 3     | 1.0      | 0        | 0           | 0        | 0     | 0        | 1        | 0     | 0        | 0     | 0        | 0.00     | 9.00    |
| 通算：3年 | 通算：3年 | 22    | 21    | 0     | 0     | 0        | 6     | 9     | 1        | 0           | .400  | 439   | 95.1     | 115      | 14          | 40       | 0     | 2        | 72       | 1     | 0        | 67    | 65       | 6.14     | 1.63    |

- 2024年度シーズン終了時

### 年度別守備成績
| 年 度 | 球 団 | 投手  | 投手  | 投手  | 投手  | 投手  | 投手     |
| 年 度 | 球 団 | 試 合 | 刺 殺 | 補 殺 | 失 策 | 併 殺 | 守 備 率 |
| ----- | ----- | ----- | ----- | ----- | ----- | ----- | -------- |
| 2018  | 広島  | 6     | 1     | 4     | 0     | 0     | 1.000    |
| 2021  | 広島  | 15    | 1     | 8     | 1     | 1     | .900     |
| 2024  | 広島  | 1     | 0     | 0     | 0     | 0     | ----     |
| 通算  | 通算  | 22    | 2     | 12    | 1     | 1     | .933     |

- 2024年度シーズン終了時

### 記録
初記録
投手記録
- 初登板・初先発登板：2018年4月4日、対東京ヤクルトスワローズ2回戦（明治神宮野球場）、4回5失点で勝敗つかず
- 初奪三振：同上、2回裏に廣岡大志から空振り三振
- 初勝利・初先発勝利：2018年6月28日、対読売ジャイアンツ10回戦（MAZDA Zoom-Zoom スタジアム広島）、6回2失点7奪三振[39]
- 初セーブ：2024年10月5日、対東京ヤクルトスワローズ25回戦（MAZDA Zoom-Zoom スタジアム広島）、9回表に5番手で救援登板・完了、1回無失点

打撃記録
- 初打席：2018年4月4日、対東京ヤクルトスワローズ2回戦（明治神宮野球場）、3回表にデーブ・ハフから空振り三振
- 初安打：2018年6月28日、対読売ジャイアンツ10回戦（MAZDA Zoom-Zoom スタジアム広島）、3回裏に菅野智之から中前安打
- 初打点：2021年4月24日、対読売ジャイアンツ5回戦（東京ドーム）、4回表に戸郷翔征から中前適時打

### 背番号
- 34（2017年[8] - ）